# جون هنري باربي
جون هنري باربي (بالإنجليزية: John Henry Barbee)‏ هو مغني وعازف قيثارة أمريكي، ولد في 14 نوفمبر 1905 في هينينغ في الولايات المتحدة، وتوفي في 3 نوفمبر 1964 بسبب نوبة قلبية.

## وصلات خارجية
- جون هنري باربي على موقع ميوزك برينز (الإنجليزية)
- جون هنري باربي على موقع أول ميوزيك (الإنجليزية)
- جون هنري باربي على موقع ديسكوغز (الإنجليزية)